# Diplopterygium pinnatum
Diplopterygium pinnatum är en ormbunkeart som först beskrevs av Kze., och fick sitt nu gällande namn av Takenoshin Nakai. Diplopterygium pinnatum ingår i släktet Diplopterygium och familjen Gleicheniaceae. Inga underarter finns listade.

## Bildgalleri

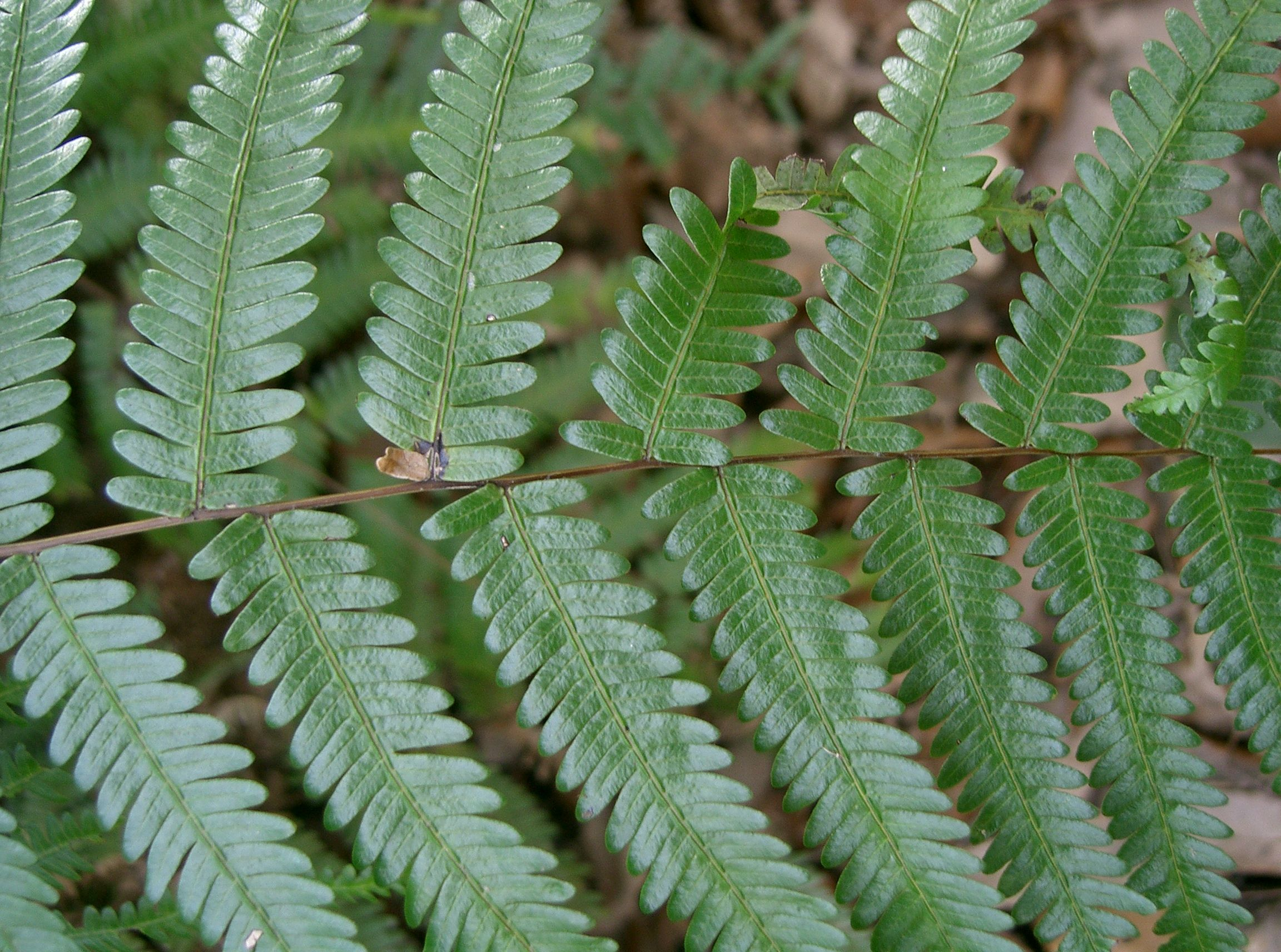
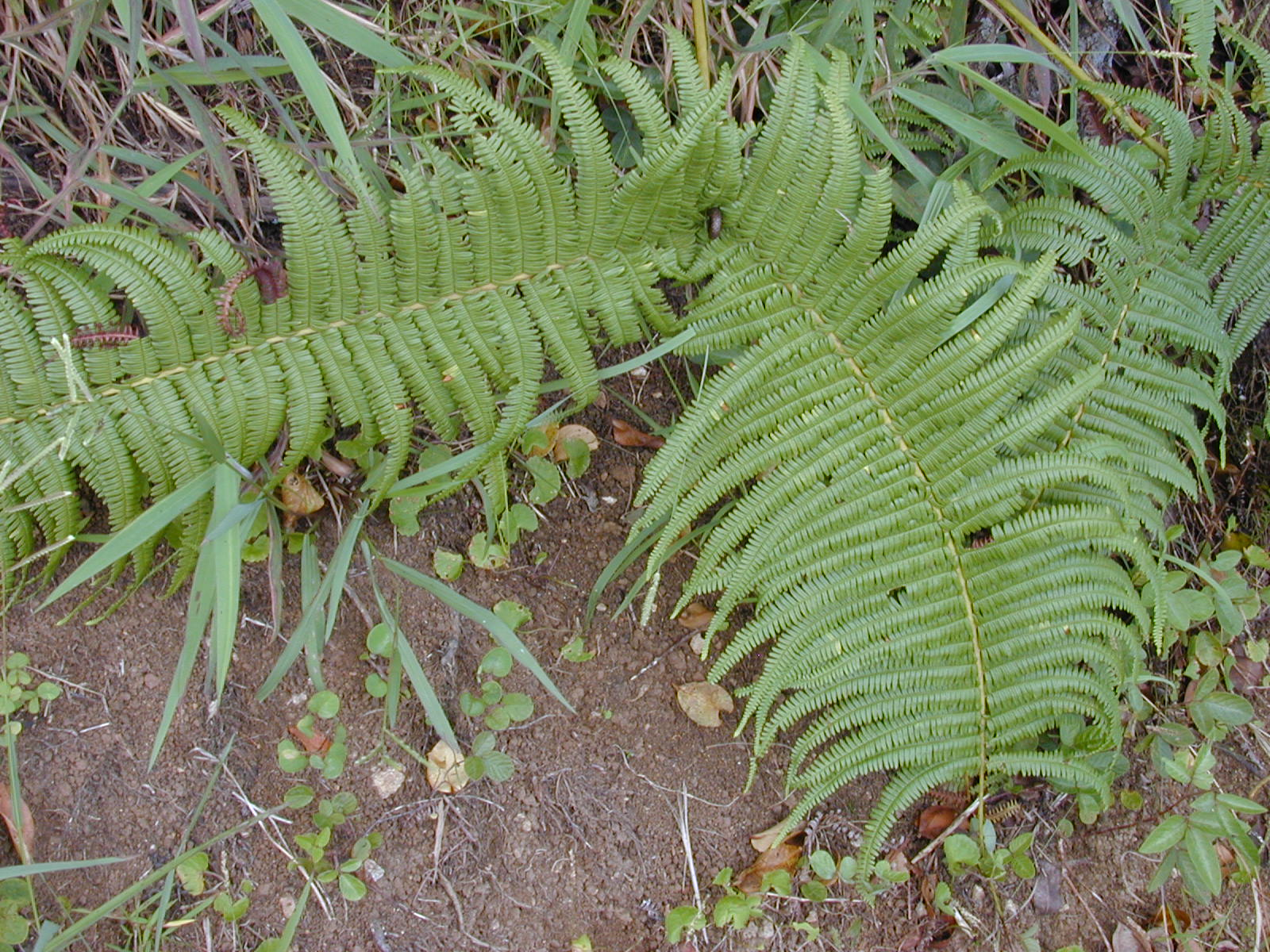
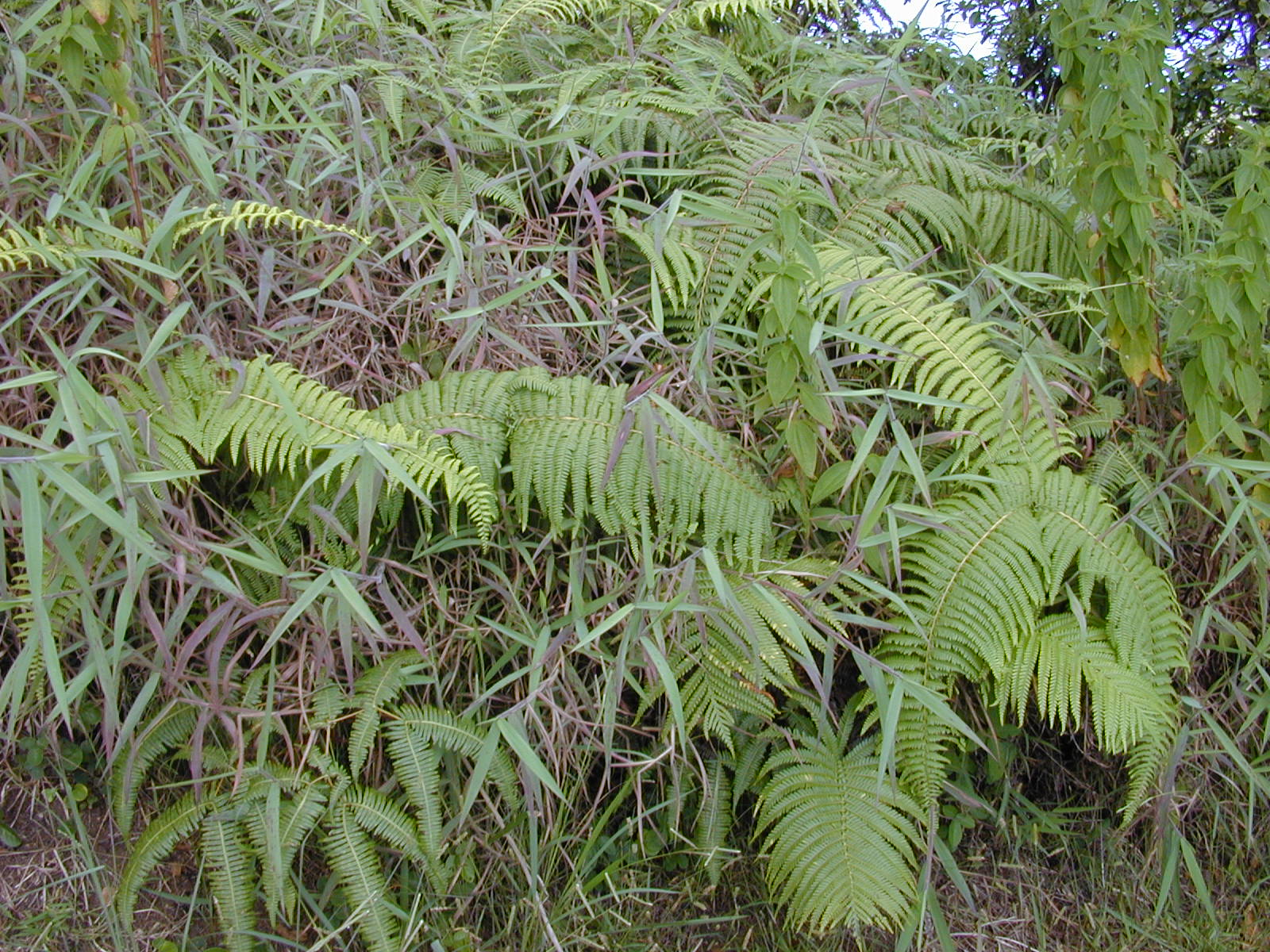
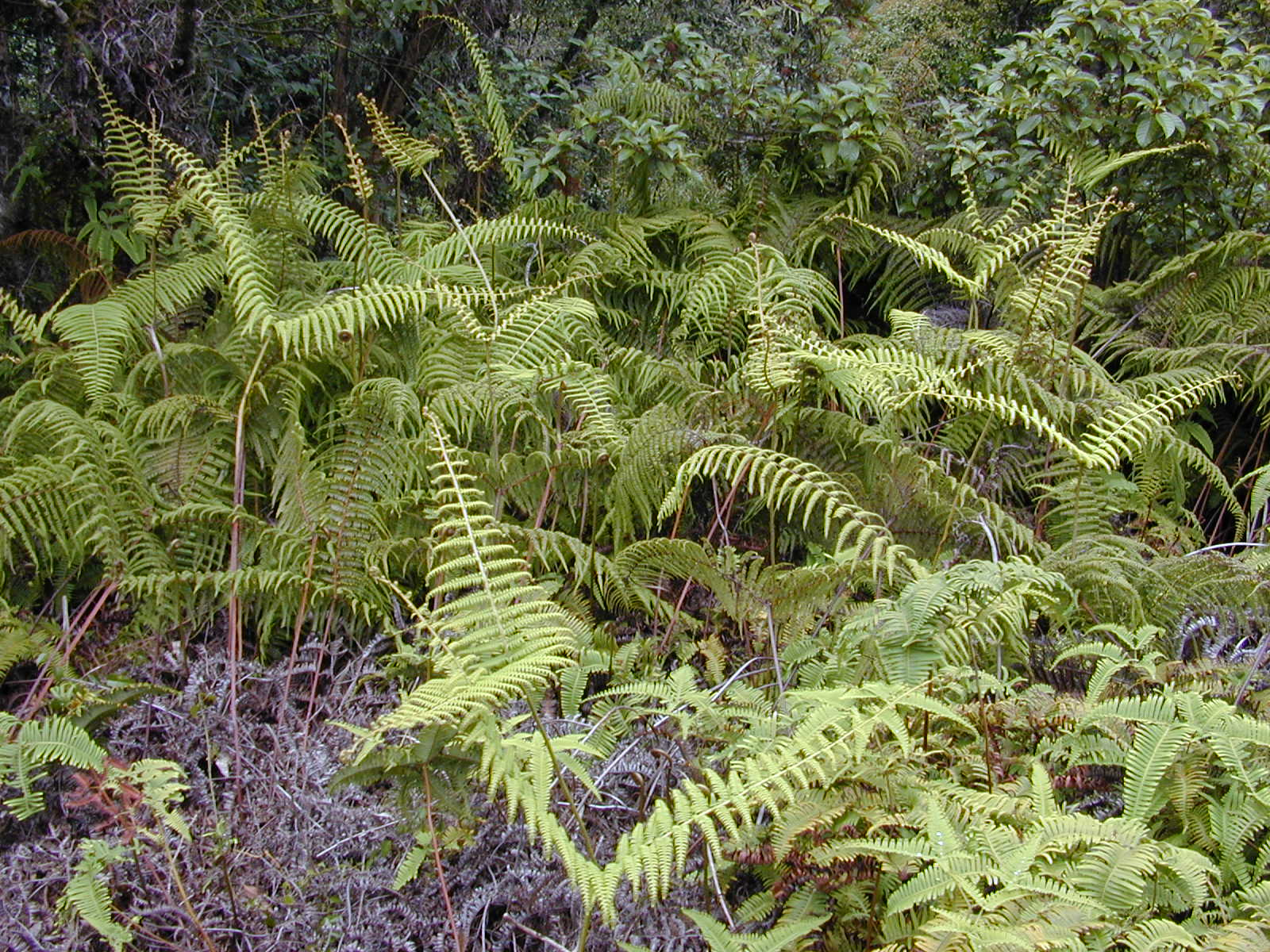
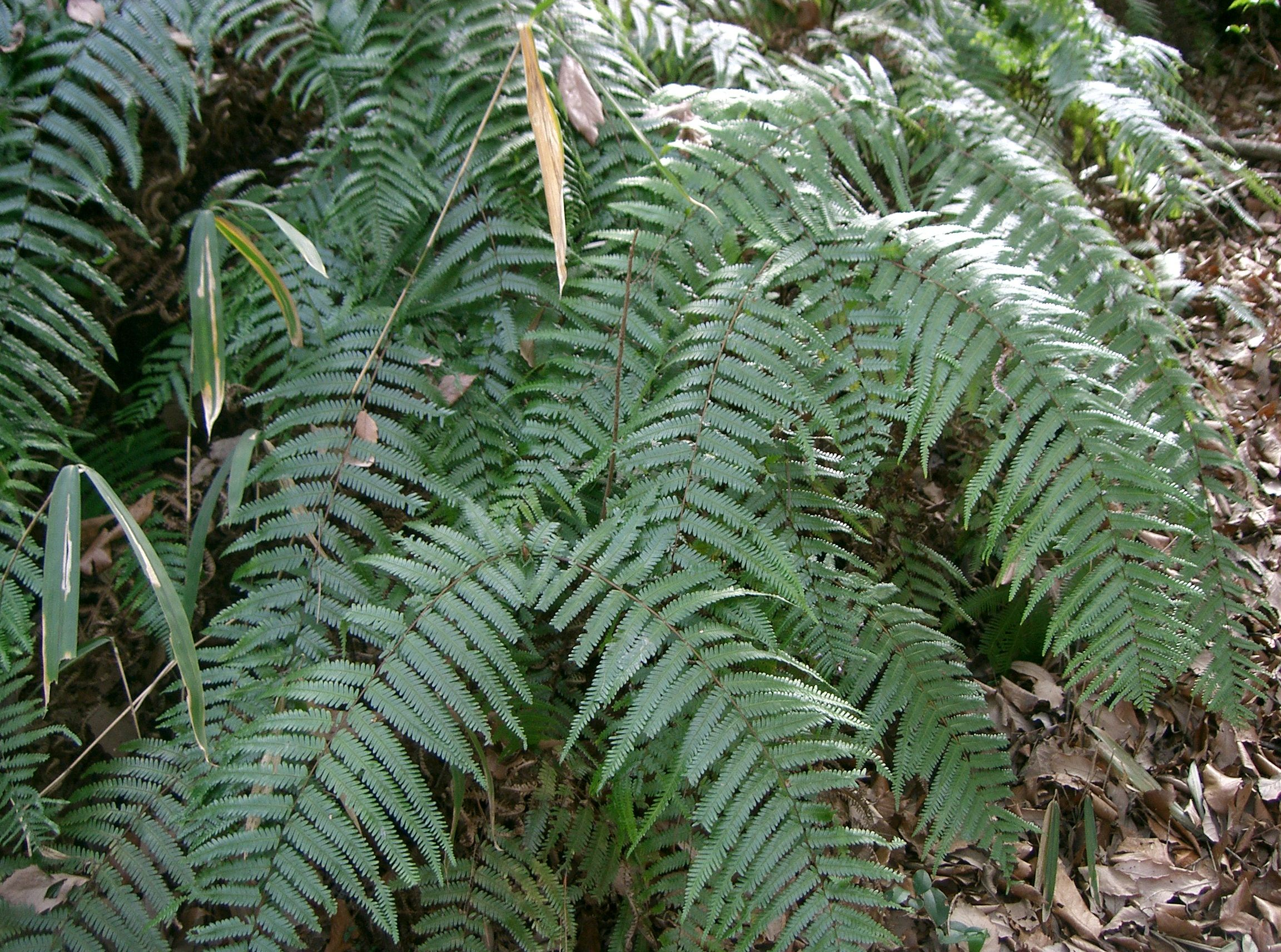
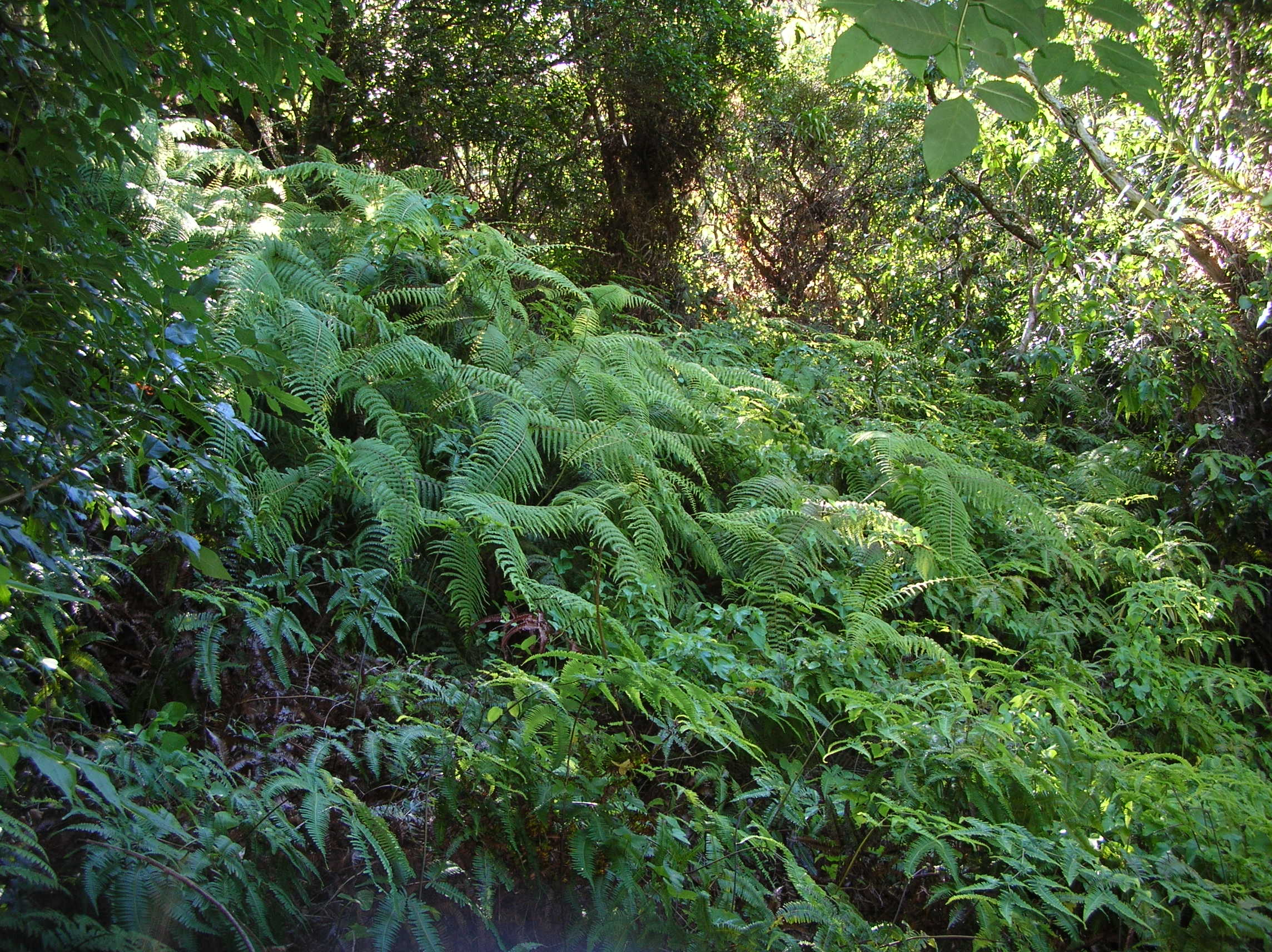